# Externe Verwijzings Applicatie
De Externe Verwijzings Applicatie (EVA) is een fraudepreventiesysteem van de Nederlandse Vereniging van Banken, Vereniging van Financieringsondernemingen in Nederland en Stichting Fraudebestrijding Hypotheken. Het doel van het systeem is om te voorkomen dat personen of organisaties die hebben gefraudeerd, dit binnen de branche kunnen blijven herhalen. Door deze persoon of organisatie op te nemen in EVA door de benadeelde organisatie kunnen de branchegenoten hierop toetsen wanneer deze als nieuwe klant aanklopt, of een nieuwe dienst bij een bestaande organisatie wil afnemen. De opname van een persoon of organisatie in EVA is aan regels gebonden die beschreven zijn in het protocol incidentenwaarschuwingssysteem financiële instellingen. Het systeem is ontwikkeld  door de Nederlandse Stichting BKR in samenwerking met een aantal andere organisaties.